# دایگو واتانابه
دایگو واتانابه (انگلیسی: Daigo Watanabe؛ زادهٔ ۳ دسامبر ۱۹۸۴) بازیکن فوتبال اهل ژاپن است.
از باشگاه‌هایی که در آن بازی کرده‌است می‌توان به باشگاه فوتبال بوسان ای‌پارک اشاره کرد.